# تلمبه مراد آذرمینا
تلمبه مراد آذرمینا یک منطقهٔ مسکونی در ایران است که در دهستان شهرمیان واقع شده‌است.